# 清水康行
清水 康行(しみず やすゆき、1938年11月24日 - 2018年7月24日）は、日本の経営者。新日鉱ホールディングス社長、会長を務めた。三重県出身。

## 経歴
1961年に東京大学法学部を卒業し、同年に日本鉱業に入社。1989年6月に取締役に就任し、常務、専務を経て、1999年4月に副社長に就任し、1989年6月には新日鉱ホールディングス社長に就任し、2006年6月には会長に就任し、JXホールディングスでは名誉顧問を務めた。その一方で、1995年6月に日鉱金属常務に就任し、2002年9月には副社長に就任。
2004年4月に藍綬褒章を受章。
2018年7月24日腹部大動脈瘤のために死去。79歳没。